# Jaremcze (stacja kolejowa)
Jaremcze (ukr. Яремче, ros. Яремче) – stacja kolejowa w miejscowości Jaremcze, w rejonie nadwórniańskim, w obwodzie iwanofrankiwskim, na Ukrainie.
Stacja istniała przed II wojną światową.